# Cunac
Cunac är en kommun i departementet Tarn i regionen Occitanien i södra Frankrike. Kommunen ligger i kantonen Villefranche-d'Albigeois som tillhör arrondissementet Albi. År 2022 hade Cunac 1 622 invånare.

## Befolkningsutveckling
Antalet invånare i kommunen Cunac
| Referens: INSEE |